# Rhabdochaeta nigra
Rhabdochaeta nigra är en tvåvingeart som beskrevs av Mario Bezzi 1924. Rhabdochaeta nigra ingår i släktet Rhabdochaeta och familjen borrflugor. Inga underarter finns listade i Catalogue of Life.